# Christina Loukas
Christina Loukas (Chicago, 19 dicembre 1985) è una tuffatrice statunitense.

## Biografia
Ha origini greche. Specializzata nelle gare del trampolino. Ha rappresentato gli Stati Uniti d'America ai Giochi olimpici di Pechino 2008 e Londra 2012 nei concorsi del trampolino 3 metri, concludendo rispettivamente al nono ed all'ottavo posto in classifica.